# Saint-Germain-des-Prés (Dordogne)
Saint-Germain-des-Prés – miejscowość i gmina we Francji, w regionie Nowa Akwitania, w departamencie Dordogne.
Według danych na rok 1990 gminę zamieszkiwało 508 osób, a gęstość zaludnienia wynosiła 27 osób/km² (wśród 2290 gmin Akwitanii Saint-Germain-des-Prés plasuje się na 709. miejscu pod względem liczby ludności, natomiast pod względem powierzchni na miejscu 581.).